# Enrico Euron
Enrico Euron (Castagnole delle Lanze, 17 novembre ...) è un compositore e arpista italiano.

## Biografia
Si avvicina alla musica da ragazzo. All'età di 12 anni si trasferisce vicino a Torino, dove si prepara all'esame di ammissione al Conservatorio di Torino.
Ammesso sia alla classe di Organo che a quella di Musica corale comincia i suoi primi passi nel mondo accademico proprio in quest’ultimo corso, sotto la guida del Maestro Sergio Pasteris. Pochi anni dopo passa alla classe di Organo e Composizione Organistica del Maestro Guido Donati, con il quale si diploma.

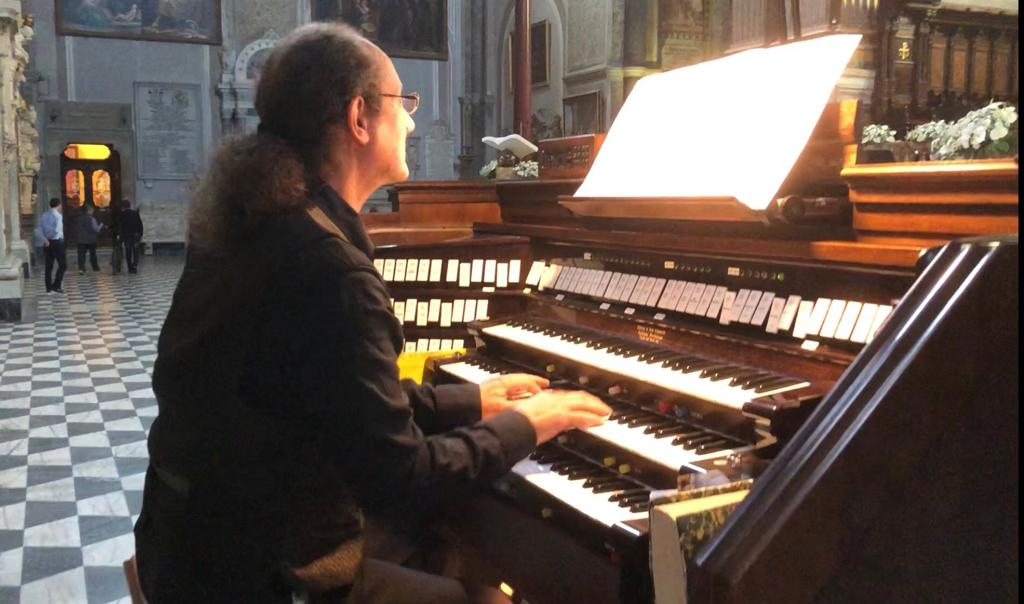

Prosegue poi gli studi di Composizione Principale, mentre si perfeziona in Musica medioevale con Marco Ambrosini, del Clemencic Consort. Affianca allo studio della Musica antica quello della direzione d’orchestra e del violino. Dopo il diploma inizia la carriera concertistica come organista e nel 1985 diventa titolare della cattedra di Organo presso l'Associazione Musicale di Collegno, alla quale si aggiunge quella di Esercitazioni Orchestrali.
È in seguito nominato vicedirettore e clavicembalista dell'orchestra "Il Ruscello" di Torino, e queste prime esperienze nel mondo strumentale lo portano in seguito a fondare ed a dirigere per tre anni l'orchestra Harmonia Mundi. È il periodo in cui vengono eseguite le sue prime composizioni.
Intraprende gli studi presso la facoltà di Lettere di Torino, prima iscrivendosi al DAMPS e successivamente avvicinandosi al campo dell’Antropologia, ed i suoi interessi storico-musicali lo portano ad approfondire il patrimonio musicale dellʼIrlanda e della Bretagna.

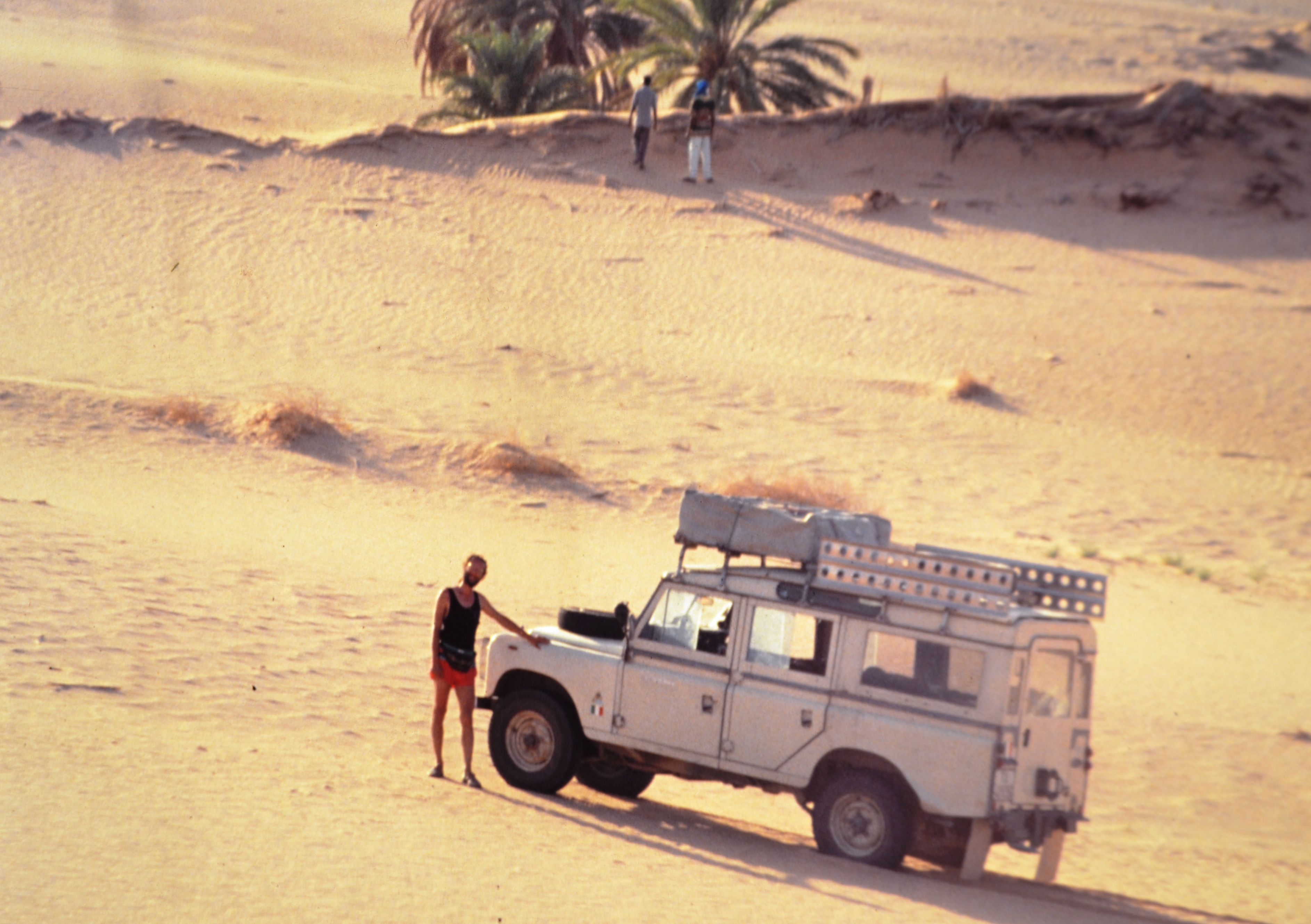

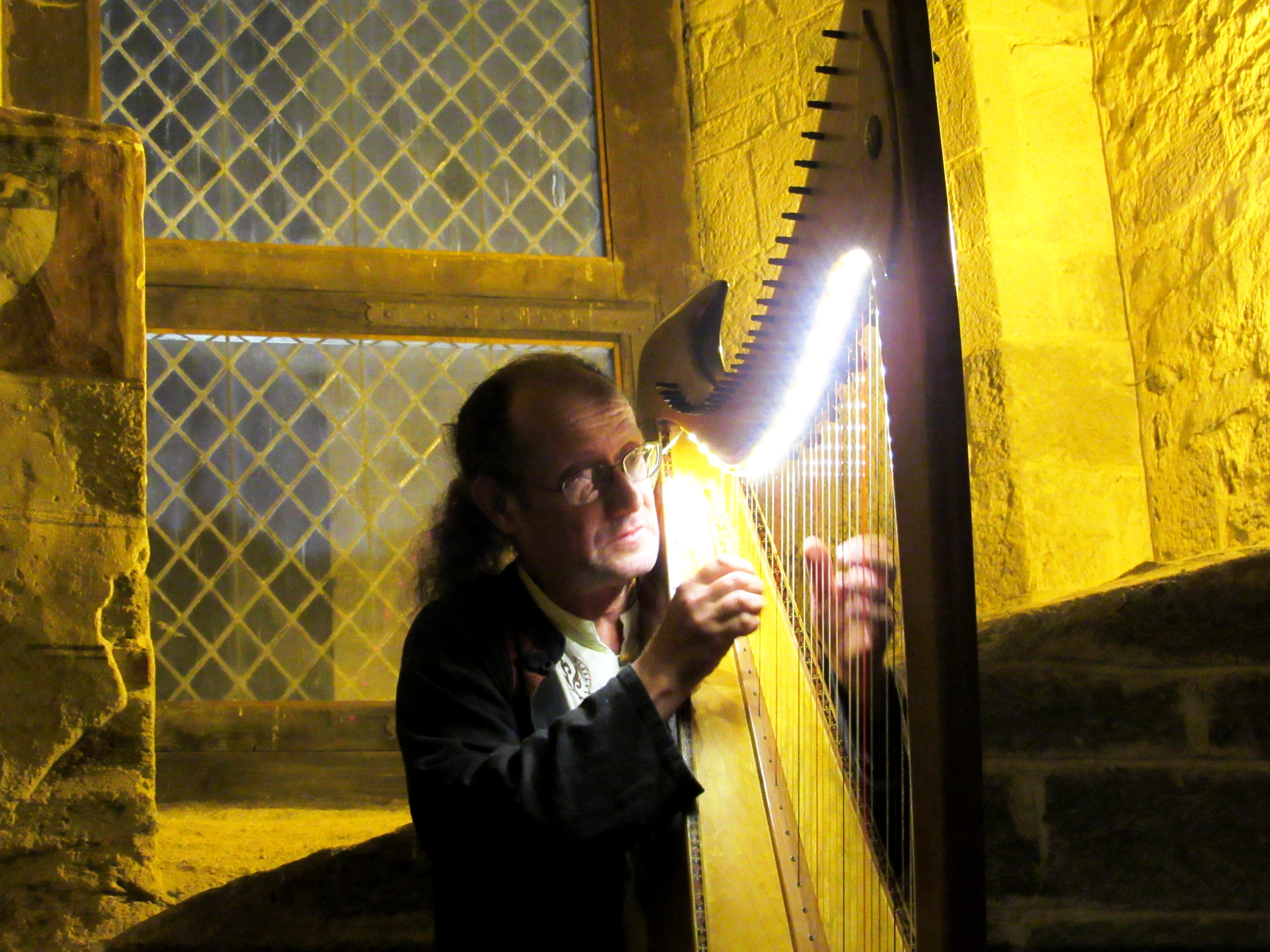

In seguito studierà in Irlanda con Emer Mc Laverty e Mìchael Rooney, in Scozia con Savourna Stevenson.
Negli anni successivi comincia la carriera di concertista di Arpa celtica, che lo vede suonare in Italia, in Francia, in Irlanda e in Germania.
Nel 1995 fonda il gruppo "Tùatha Dé Danann". Successivamente si esibisce in tutta Italia.
Nel 1997 si classifica secondo, dopo il suo insegnante, all'"O'Carolan Harp Competition", concorso di Arpa celtica in Irlanda ed è impegnato in conferenze e seminari sulla storia della musica irlandese e sulle tecniche tradizionali di Arpa celtica.
Nello stesso anno collabora con riviste specializzate come Keltica e Avalon, reti televisive e radiofoniche a diffusione nazionale e con i "Tùatha Dé Danann" è presente nel concerto alla VI edizione del festival Visionaria di Siena esibendosi con "Aisling" al Santa Maria della Scala.
Dal 2001 tiene seminari in diversi Conservatori (Verona, Sassari, Lugano, Trento, ecc.) e Istituzioni Musicali in Italia e all'estero (Accademia del Fortepiano di Firenze, Rencontres Internationales a Dinan, ecc.) sulla tecnica tradizionale dell'Arpa Celtica.
Nel 2002 ottiene la docenza nel corso sperimentale di perfezionamento in Arpa Celtica al Conservatorio di Castelfranco Veneto. Viene inoltre chiamato a tenere corsi di Alto Perfezionamento in Arpa Celtica presso diverse Accademie italiane e straniere.
Nel 2003, con le migliori allieve del Conservatorio, fonda il "Celtic Harp Ensemble", con il quale realizza un CD e si esibisce in numerosi concerti e in una tournée in Bretagna.
Ha suonato con i maggiori esecutori italiani e stranieri di Arpa Celtica, annoverando collaborazioni con Vincenzo Zitello, Myrdhin, Grainnè Hambly, Stefano Corsi, Jochen Vogel, Phil Holland ed è stato invitato come arpista ospite nelle tournée italiane del 2003 e del 2004 del gruppo irlandese The Chieftains.
Insieme ad Anne Gaelle Cuif ha creato ed è stato direttore artistico dell’unico Festival in Italia interamente dedicato all’arpa celtica, il BardonecchiArp Festival, e dal 2017 è direttore del festival “Corde Vibranti” che ha luogo a Cingoli (MA).
Recentemente l'Associazione Italiana dell'Arpa gli ha conferito lo status di Socio Onorario per i suoi meriti nella divulgazione del patrimonio musicale dedicato all'Arpa celtica.

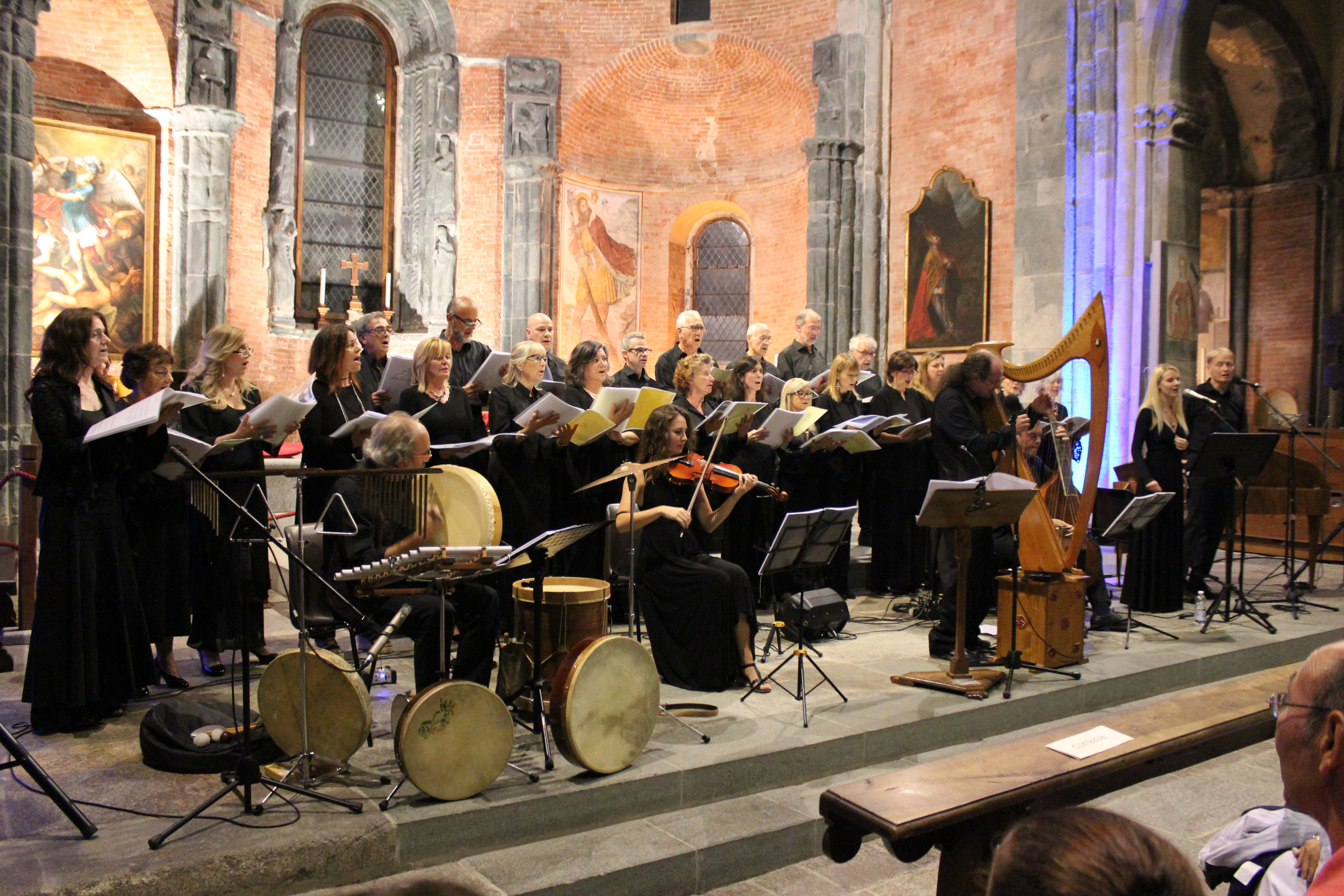

È attualmente Responsabile Artistico e Organista Titolare dellʼAbbazia Sacra di San Michele, monumento simbolo del Piemonte, per la quale ha composto la Missa in Dedicatione Sancti Michaelis Arcangeli per coro e orchestra, più volte eseguita con grande successo di pubblico e di critica. Recentemente nella stessa Abbazia ha dato vita e dirige il Coro Polifonico della Sacra, che conta una trentina di coristi e 5 strumentisti.
È autore di numerosi libri dedicati allʼArpa Celtica, fra cui un metodo in quattro volumi in collaborazione con Anne-Gaelle Cuif (unico testo in italiano dedicato a questo strumento), una Storia dell’arpa e degli arpisti in Irlanda, ed altre pubblicazioni. Fino ad oggi ha inciso dieci CD e si è esibito in circa 700 concerti in Europa, in Asia ed in America del Sud. Ormai celebre la sua presenza fissa al Festival di Arpa di Rio de Janeiro.
Dal 2018 è docente al Biennio di Specializzazione in Arpa Celtica presso il Conservatorio di Castelfranco Veneto, unico corso accademico italiano dedicato a questo strumento.

## Discografia
- Aisling (1995)
- Awen (1997)
- Duana (1999)
- 'Cause He is the King (2003)
- Land of my Soul (2004)
- Celtic Harp Sound (2006)
- I Canti del Piccolo Popolo (2007)
- Missa in Dedicatione Sancti Michaelis Archangeli (2008)
- ...So Magic (2009)
- Personal Waves (2012)

## Premi
- : Trofeo International "Aiwan",
- : Trofeo International "Carolan",
- : Rencontres de Harpe Celtique, Premio del Pubblico
- : "O' Carolan International Harp Competition"
- : Trofeo "Korrigan", finalista
- : Diploma d'onore al T.I.M.